# ۷۷۴ (پیش از میلاد)
۷۷۴ (پیش از میلاد) ۷۷۴مین سال قبل از تقویم میلادی است.